# Miroslav Žitnjak
Miroslav Žitnjak (Đakovo, 15. rujna 1966.), bivši je hrvatski nogometni reprezentativni vratar.

## Životopis

### Klupska karijera
Igračku karijeru započeo je u NK Osijeku gdje je 1986. godine debitirao za prvu momčad i sve do 1992. godine standardni je vratar momčadi. Od 1992. do 1994. godine brani za NK Zagreb. Bila je to jedna odlična momčad koja je u sezoni
1993./94. samo jedan bod zaostala za prvakom Hajdukom. Nakon toga se vratio godinu dana u NK Osijek, od 1994. do 1995. godine. U ljeto 1995. godine otišao je u Portugal i branio za Leiriju do 2000. godine. U prvenstvenoj sezoni 1998./98. proglašen je najboljim vratarom portugalskog prvenstva. Vratio se u Osijek gdje je završio karijeru. 

### Reprezentativna karijera
Prije raspada Jugoslavije od 1988. do 1990. godine branio je za U-21 reprezentaciju bivše države. Za hrvatsku reprezentaciju kao nogometaš Zagreba branio je jednu utakmicu, 12. srpnja 1992. godine u Sydneyu u prijateljskoj utakmici protiv Australije (0:0). 

### Trenerska karijera
Od završetka igračke karijere radi kao trener. U početku u mlađim uzrastima NK Osijek, a jedno vrijeme bio je i trener prve momčadi. Trenirao je mlađe hrvatske reprezentativne uzraste. Od siječnja 2012. godine sportski je direktor
NK Osijeka. 

## Zanimljivosti
Otac Miroslava Žitnjaka, Antun, također je bio vratar, a svojevremeno je branio i u trećoj njemačkoj Bundesligi. Miroslavov sin Borna također je vratar.

## Vanjske poveznice
- Profil, Hrvatski nogometni savez